# Pushover (videohra)
Pushover je logická plošinovka od společnosti Red Rat Software. Byla vydána roku 1992. Byla dostupná pro herní konzole Amiga, Atari ST a Super NES, a také pro operační systém DOS. Vydala ji společnost Ocean Software.
Sponzorem hry byl výrobek Smiths' British snack Quavers, takže se zápletka hry točí kolem maskota výrobku Quavers: psu Colinu Curlymu spadla jeho tyčinka Quavers do velkého mraveniště. Velký mravenec G.I.Ant ji jde zachránit.

## Průběh hry
Herní plocha je složena z několika plošin spojených žebříky. Na plošinách jsou ponechána domina. Mravenec je může po jednom přemisťovat. Také může do domina jednou strčit a to musí spadnout celé s posledním dominem Ukončovačem. Tím se otevřou dveře do další úrovně.